# Jedziemy do babci
Jedziemy do babci, wznawiany również jako Świąteczna ucieczka (ang. To Grandmother's House We Go, 1992), to amerykański bożonarodzeniowy film telewizyjny dla dzieci. 
Swoją amerykańską premierę miał 6 grudnia 1992 roku, w stacji ABC. W Polsce, wyemitowany po raz pierwszy przez TVP2, 25 grudnia 1996. Współcześnie, często wyświetlany w sezonie świątecznym przez Polsat.

## Fabuła
Głównymi bohaterkami są kilkuletnie bliźniaczki, które podsłuchawszy rozmowę matki na swój temat, postanawiają dać jej od siebie odpocząć i wyruszają w odwiedziny do babci. Mimo dobrych chęci, okazuje się to być ich największy i najniebezpieczniejszy wybryk.

## Obsada
- Mary-Kate Olsen jako Sarah Thompson
- Ashley Olsen jako Julie Thompson
- Cynthia Geary jako Rhonda Thompson (matka)
- J. Eddie Peck jako Eddie (dostawca)
- Rhea Perlman jako Shirley (złodziejka)
- Jerry Van Dyke jako Harv (złodziej)
- Florence Patterson jako babcia